# Armando Evangelista
Armando Evangelista Macedo Freitas (Guimarães, 3 de novembro de 1973) é um treinador e ex-futebolista português que atuava como volante. Atualmente treina o Famalicão. 

## Carreira
Na primeira temporada como treinador dos durienses, o quinto lugar foi a classificação final na LEDMAN Liga Pro, tendo estado envolvido na luta peça subida de divisão.
Por isso, o trabalho como líder técnico da equipa do distrito do Porto foi amplamente reconhecido, como se constata, por exemplo, no primeiro lugar alcançado no ranking do prestigiado Goal Point e na nomeação como um dos três melhores treinadores na gala realizada pelo organismo liderado por Pedro Proença.

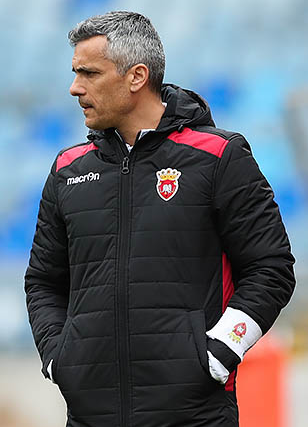
Evangelista no Penafiel em 2018

Os objectivos para 2018–19 já foram definidos, depois do acordo para a renovação do contrato, tendo a abertura da pré-época acontecido a 25 de junho: "Mentiria se dissesse que não queria subir, mas também não vou dizer que o Penafiel é o clube que melhor se apetrechou para atingir esse objetivo. Neste momento, há 18 candidatos", afirmou Armando Evangelista, declarações publicadas no diário O Jogo.
O percurso como técnico começou nos Sub-17, em 2009–10, duas épocas depois de ter terminado o percurso como jogador no Joane, tendo conquistado o título de campeão da AF Braga.  Na época seguinte, estreou-se na formação de juniores dos minhotos, referência em Portugal não só a nível sénior, como no trabalho desenvolvido nas camadas jovens.
Armando Evangelista ingressou no Vizela, mas, pouco depois, regressou ao Vitória de Guimarães, para dirigir tecnicamente o conjunto B durante oito partidas, na temporada 2012–13.
Devido à reconhecida competência no trabalho realizado durante seis temporadas, o presidente Júlio Mendes apostou na promoção de Evangelista para a sua equipa sénior, o que lhe permitiu a estreia na Primeira Liga. Antes do ingresso no Penafiel surgiu a liderança da equipa técnica do Varzim, igualmente no segundo escalão do futebol português.
Na época 2019–20 assumiu o comando técnico do Vilafranquense, onde atingiu o objectivo proposto, a manutenção na II liga.  

### Arouca
Em 15 de maio de 2020, transferiu-se para o Arouca, estreante na Segunda Liga. Em sua primeira temporada, o Arouca ficou em terceiro e depois derrotou o Rio Ave FC nos play-offs para chegar à Primeira Liga pela primeira vez desde 2017. Após uma vitória sobre o Moreirense a equipa chegou às meias-finais da Taça da Liga pela primeira vez na época 2022–23, onde perdeu por 2–1 para o Sporting. A temporada da liga terminou com o quinto lugar como melhor colocação do clube na historia, classificando-se para a UEFA Europa Conference League.
Recusou a renovação de contrato e deixou o clube.

### Goiás
Em 9 de junho de 2023, assinou com o Goiás para comandar o clube no Campeonato Brasileiro.
Em 14 de novembro de 2023, após não conseguir livrar o Goiás do risco de rebaixamento no Brasileirão e ser eliminado com o clube nas oitavas de final da Copa Sul-Americana para o Estudiantes, da Argentina, o técnico português foi demitido do clube esmeraldino. Esteve à frente do clube em 26 jogos, com apenas seis vitórias, nove empates e onze derrotas e um aproveitamento de 34% dos pontos disputados.

## Títulos
- Campeão de Juvenis da AF Braga (2009–10)
- Melhor treinador da Liga LEDMAN Pro (2017–18)[14]